# Six4one
Six4one is een zeskoppige popgroep die in november 2005 werden samengebracht om Zwitserland te vertegenwoordigen bij het Eurovisiesongfestival van 2006. De zes individuele zangers werden met behulp van een casting-sessie bij elkaar gebracht; "zes sterke stemmen" was hierbij het uitgangspunt, die alleen zouden samenkomen met betrekking tot het Eurovisiesongfestival.
Producer Ralph Siegel deed samen met de Zwitserse omroep de casting. De zes leden die uiteindelijk voor de groep werden gekozen, bestaan uit onder andere Andreas Lundstedt van de Zweedse popgroep Alcazar, en Claudia D'Addio (de enige Zwitserse van origine), bekend van het Zwitserse Idols, wat daar Musicstar heet.
Het Eurovisiesongfestival van 2006 werd in de Griekse hoofdstad Athene gehouden. Door het goede resultaat van Zwitserland een jaar eerder, hoefde Six4one zich niet eerst te kwalificeren in de halve finale. In de finale trad de groep aan met het nummer If we all give a little. Het werd maar een mager succes: Six4one eindigde namens de Zwitsers op een gedeelde zestiende plaats, samen met Letland.

## De bandleden
- Liel - Geboren in Israël en werd door de officiële website van het Eurovisiesongfestival gezien als een "next Céline Dion".
- Andreas Lundstedt - Bandlid van de Zweedse popgroep Alcazar.
- Tinka Milinovic - Een televisiepresentator en operazangeres in haar moederland Bosnië en Herzegovina, en voormalig muziekdocente in Louisiana, USA.
- Keith Camilleri - Een Maltese zanger, die in Malta erg beroemd is.
- Marco Matias - Deed in 2003 en 2005 mee aan de nationale finale van Duitsland voor het Eurovisiesongfestival. Matias is eigenlijk van Portugese afkomst.
- Claudia D'Addio - Beter bekend als "The Voice" in Zwitserland. D'Addio nam deel aan de Zwitserse versie van Idols. D'Addio heeft drie Zwitserse nummer 1-hits.